# Мар'янівка (Кам'янець-Подільський район)
Мар'я́нівка — село в Україні, у Гуківській сільській громаді Кам'янець-Подільського району Хмельницької області.

## Назва
Назва села походить від іменні поміщиці Маріанни Стрижалківської.

## Географія
Село розташоване поблизу села Гуків, на відстані близько 40 км. автошляхами від райцентру Кам’янця-Подільського, через село проходить автошлях територіального значення Т 2308.

## Історія
Село утворилось на грунті Скальського староства в останній чверті XVIII століття. Поселення було побудовано в лісі.
В 1787 – 1790 роках у селі збудована дерев’яна церква Різдва Богородиці.
По приєднанню Поділля до рос. імперії Мар'янівка переведена до казенних помість, а потім була віддана племінниці Потьомкіна графині Літта, від неї село купив пан Станіслав Яшовський. У Яшовського в 1840 року село купив Григорій Садовський, а згодом селом володіли Дверницькі.
Під час ремонту 1878 році до церкви Різдва Богородиці прибудована дзвіниця.
Внаслідок поразки визвольних змагань на початку XX століття, село надовго окуповане російсько-більшовицькими загарбниками.
Радянська окупація принесла колективізацію та розкуркулення, мешканці села зазнали репресій.
В 1932–1933 селяни села пережили Голодомор.
З 1991 року в складі незалежної України.
15 вересня 2016 року шляхом об'єднання сільських територіальних громад, село увійшло до складу Гуківської сільської громади, до цього органом місцевого самоврядування була Гуківська сільська рада.
19 липня 2020 року, в результаті адміністративно-територіальної реформи та ліквідації Чемеровецького району, село увійшло до складу Кам'янець-Подільського району.
20 жовтня 2023 року селі Мар'янівка парафія церкви Різдва Пресвятої Богородиці перейшла з Московського патріархату в Православну Церкву України.

## Населення
Населення становить 629 осіб згідно перепису 2001 року.
У 2016 році селі мешкало 548 осіб.

### Мова
У селі поширені західноподільська говірка та південноподільська говірка, що відносяться до подільського говору, який належить до південно-західного наріччя.

## Релігія
- Церква Різдва Богородиці (ПЦУ)

## Природоохоронні території
Село лежить у межах національного природного парку «Подільські Товтри».

## Світлини

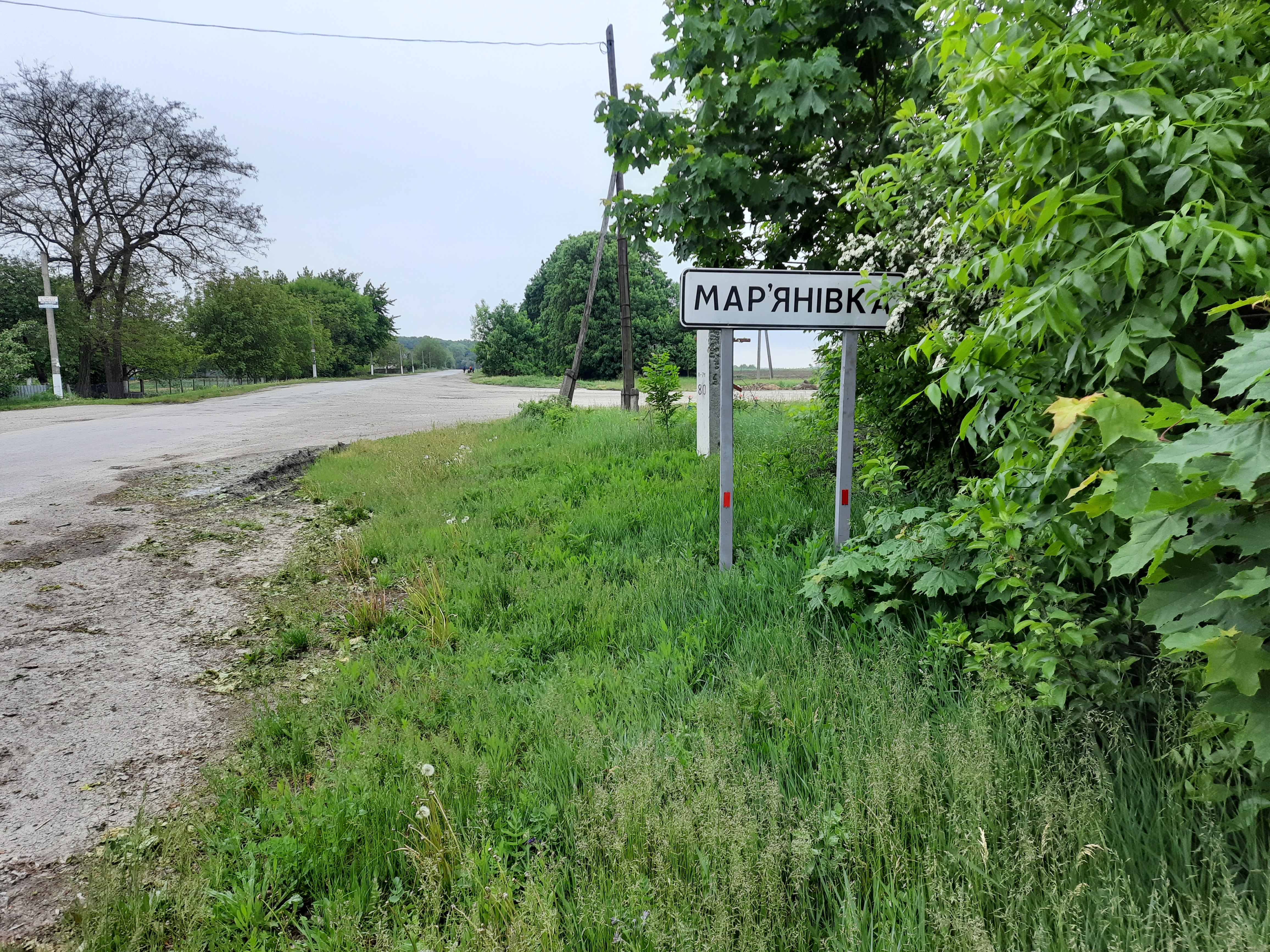
В'їзд у село
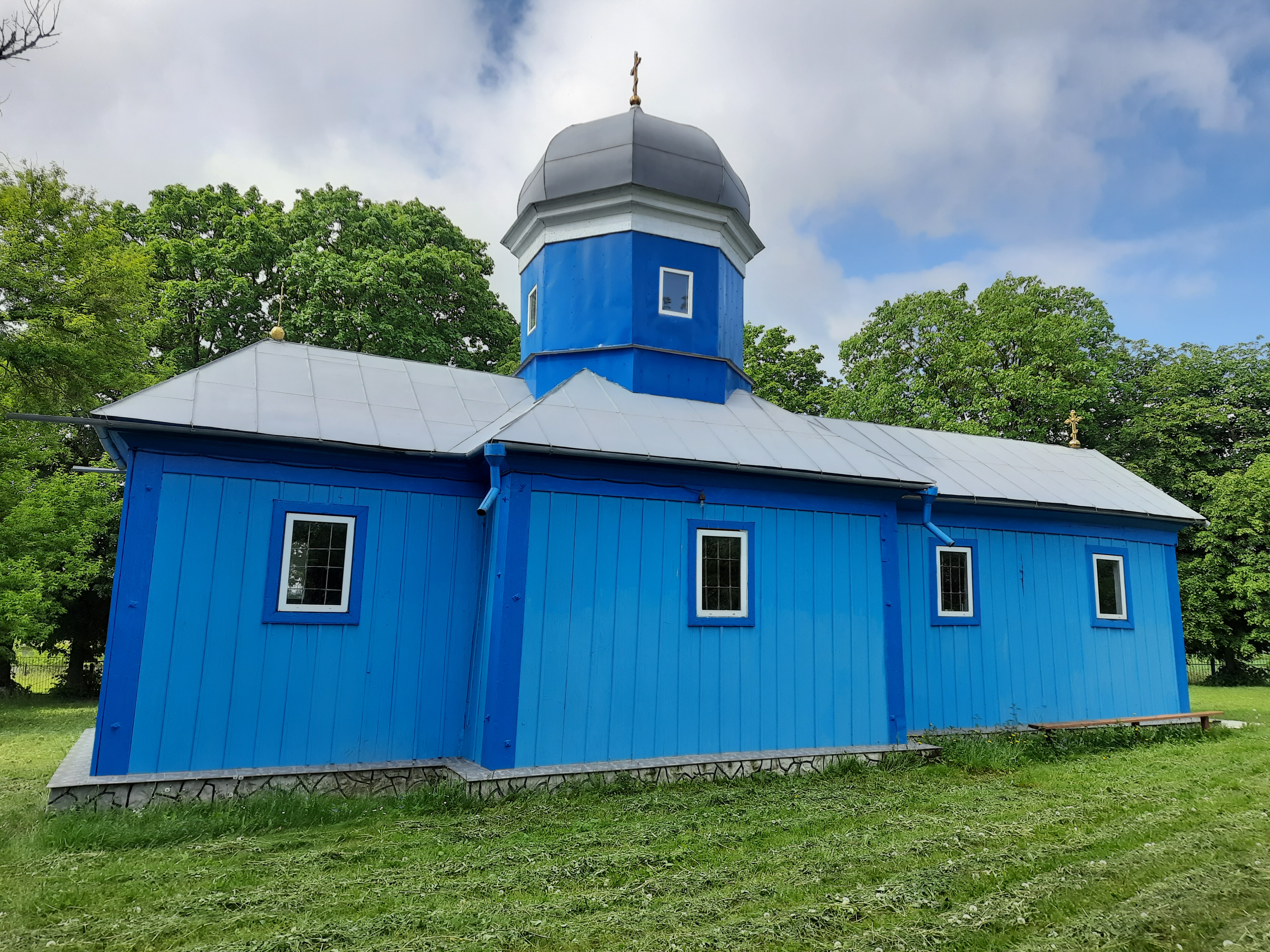
Церква Різдва Богородиці 19ст
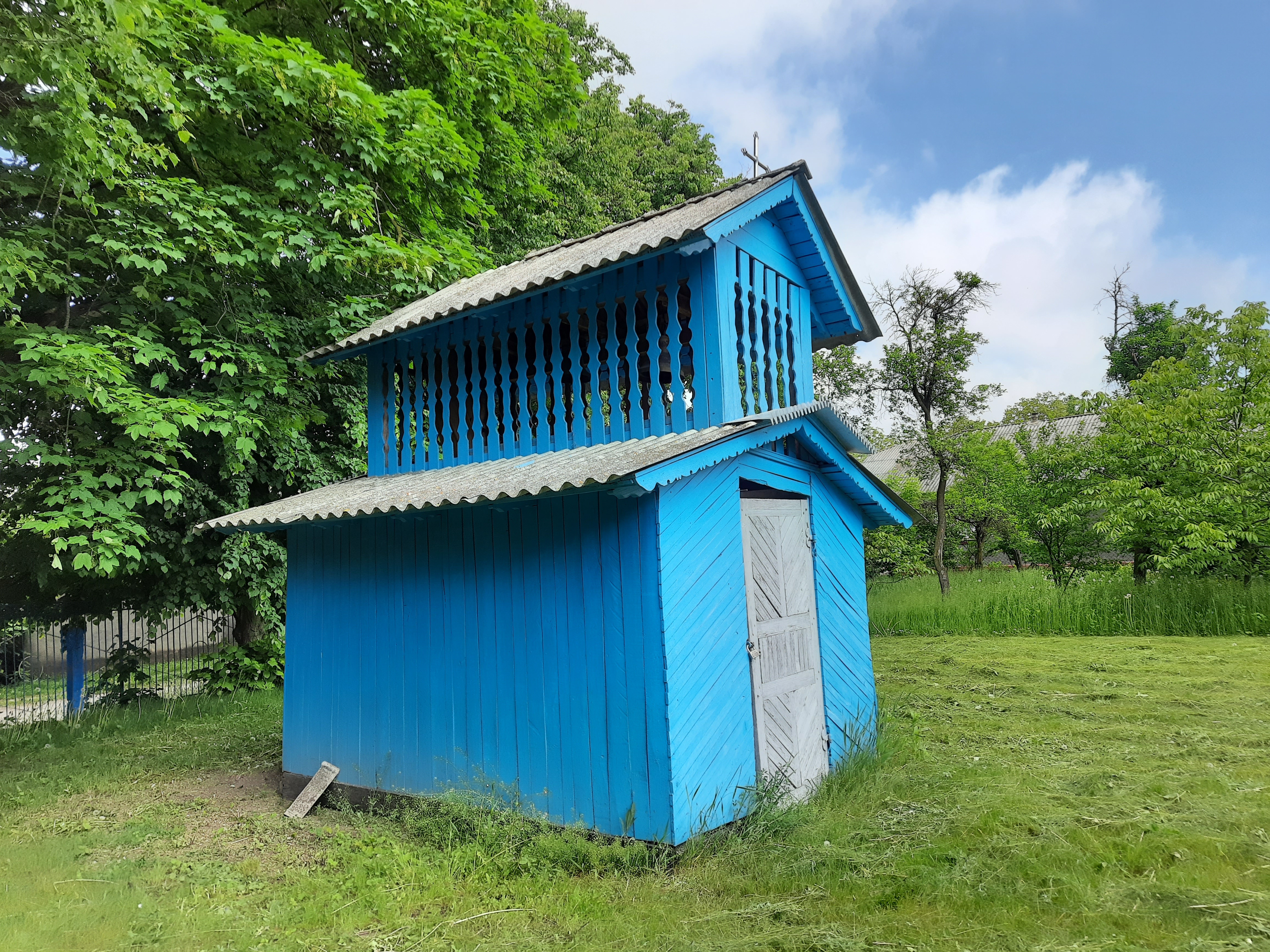
Дзвіниця Церкви Різдва Богородиці
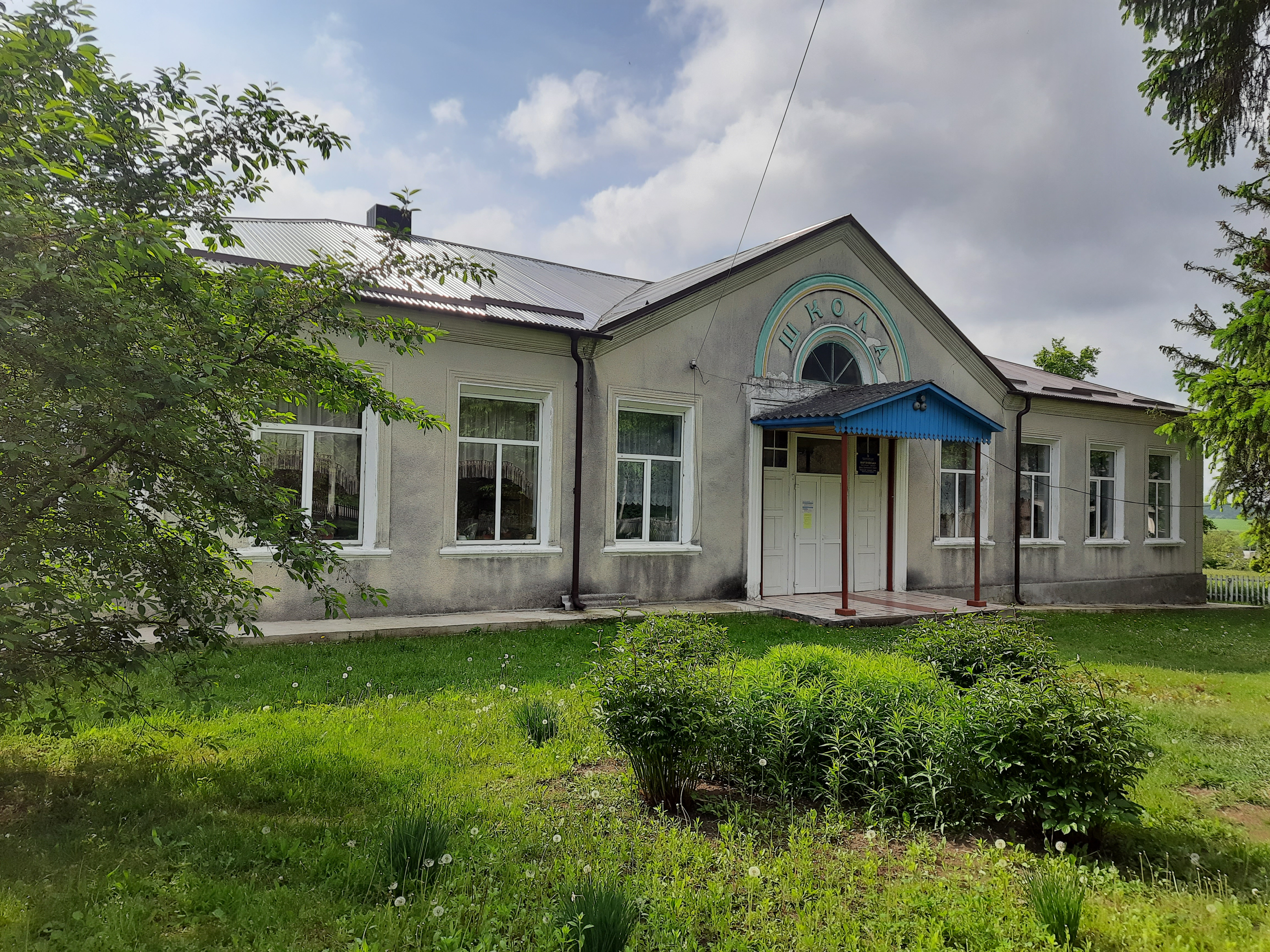
Будівля школи
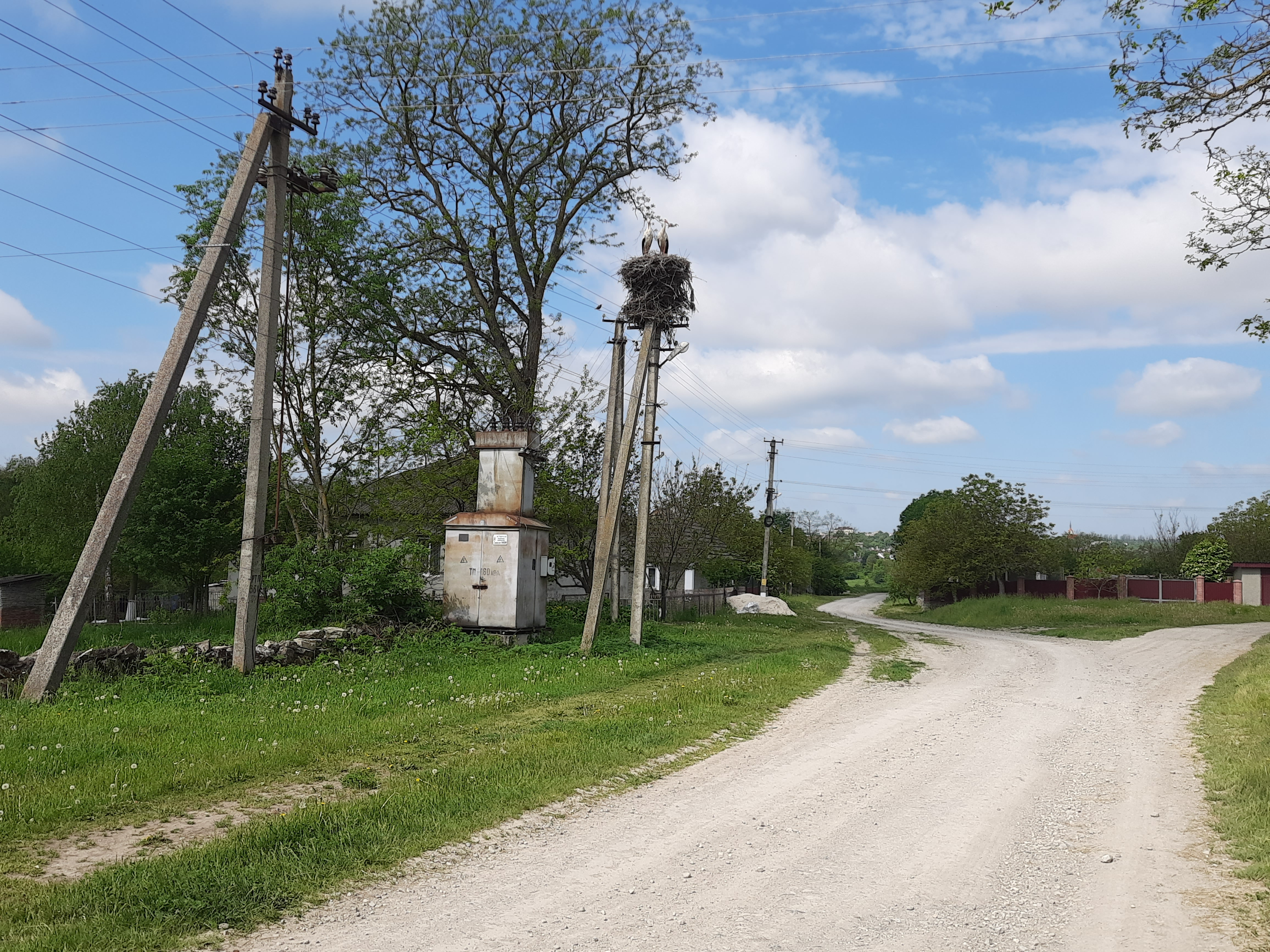
Сільська вулиця